# اووره
اووره (به لاتین: Aure, Norway) یک شهرستان نروژ در نروژ است که در مور او رومسدال واقع شده‌است.

## خصوصیات
اووره ۶۴۳٫۹۴ کیلومترمربع مساحت و ۳٬۵۷۰ نفر جمعیت دارد.

## نگارخانه